# Огоста
Ого́ста (болг. Огоста, лат. Augusta) — река на северо-западе Болгарии, правый приток Дуная.
Длина — 144 км. Площадь водосборного бассейна — 3157 км². Среднегодовой расход воды в нижнем течении около села Гложене — 22,4 м³/с.
Огоста начинается на северо-восточных склонах хребта Чипровска-Планина в Западной Стара-Планине.
Протекает по территории Монтанской и Врацкой областей. На реке расположены города Монтана, Чипровци. Впадает в Дунай выше города Оряхово.
Во времена Римской империи река называлась лат. Augusta, от этого имени и образовано современное название.